# 烏尼夫
49°42′43″N 24°35′29″E / 49.71194°N 24.59139°E

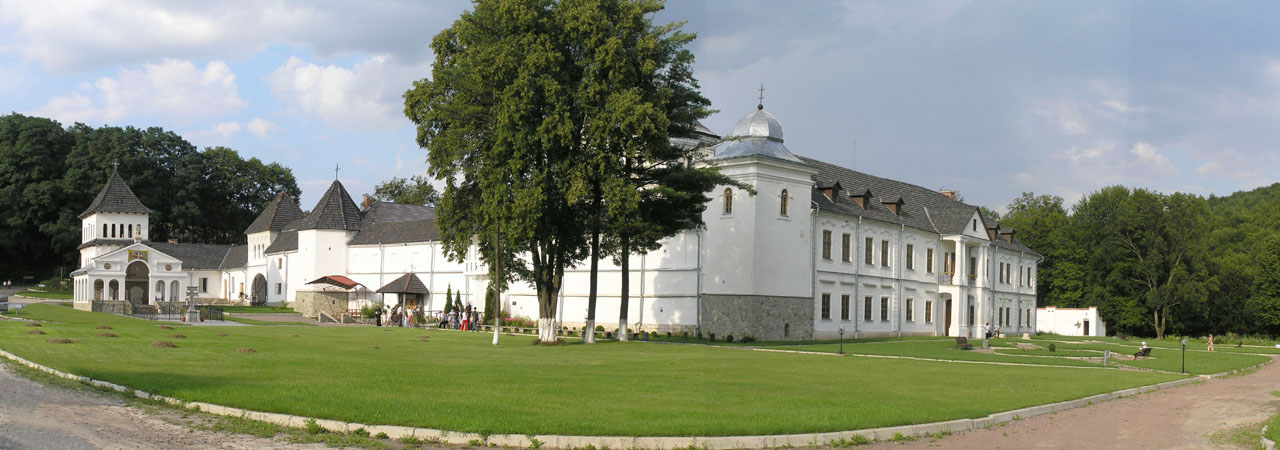
該村的烏尼夫拉伏拉

烏尼夫（烏克蘭語：Унів），是烏克蘭西部的村莊，隸屬利維夫州的利維夫區。該村面積3.04平方公里，海拔高度301米，2001年人口468，人口密度每平方公里153.95人。